# عملية الويمبي

عملية الويمبي كانت هجومًا على جنود إسرائيليين في الحمرا -أحد الأحياء الغربية للعاصمة اللبنانية بيروت- في 24 سبتمبر 1982، وتتميز عملية الويمبي بأهمية رمزية قوية حيث تمثل بداية لأعمال المقاومة ضد القوات الإسرائيلية في بيروت.

## الهجوم
تم تأسيس مقهى ويمبي في شارع الحمراء، وكان نقطة تجمع راسخة للمثقفين العالميين في بيروت.
وفي فترة ما بعد الظهيرة يوم 24 سبتمبر 1982 سار خالد علوان -عضو في الحزب السوري القومي الاجتماعي يبلغ من العمر 19 عامًا- على طول الرصيف، وعندما وصل إلى مقهى ويمبي فتح النار على الجنود الإسرائيليين في ويمبي، فقتل ضابطاً إسرائيلياً بمسدسه وأصاب جنديين إسرائيليين يرافقان الضابط (أحدهما أصيب في صدره والآخر في الرقبة)، بعد إطلاق النار سار علوان إلى المنزل بهدوء، وتقول الأسطورة الشعبية أن علوان كان منزعجًا من رؤية الضابط الإسرائيلي يصر على دفع فاتورته في ويمبي بالشيكل.
أعلنت جبهة المقاومة الوطنية اللبنانية مسؤوليتها عن العملية.

## أعقاب الحادثة
دفعت عمليات ويمبي سكان المدينة الآخرين للمشاركة في مواجهات مع القوات الإسرائيلية، وقد استمرت هذه الأعمال حتى انسحاب القوات الإسرائيلية من العاصمة.

## الإرث
يحتفل الحزب السوري القومي الاجتماعي (SSNP) بعملية الويمبي سنويًا، وفي عام 2000 تم تغيير اسم مكان الهجوم إلى «مكان خالد علوان» من قبل بلدية بيروت تكريمًا لإسهاماته في المقاومة، وفي عام 2003 حصل علوان على وسام الاستحقاق اللبناني بعد وفاته، ينوه فرانك ميرمير في كتابه عن الأبعاد السياسية لنصب المقاومة التذكارية أن أعضاء الحزب الشيوعي اللبناني ادَّعوا أن علوان قد ساعده في عملية الويمبي شخصان؛ عضو آخر في SSNP وعضو في الحزب الشيوعي يُدعى شربل عبود، ووفقًا لميرمير لا يظهر هذا الادعاء في سرد SSNP الرسمي فيما يتعلق بالعملية.
من الجدير بالذكر أن مقر مقهى الويمبي في شارع الحمرا في بيروت، الذي شهد على هذه الواقعة التاريخية المسماة باسمه، غير موجود حاليا ويقال أن أحد روؤساء الحكومة اللبنانية السابقين اشتراه ويقال أن حزب “الكتائب” هو من اشتراه وحولوه محلا لبيع الأحذية، فيما افتتح مقهى أخر في نفس الشارع باسم الويمبي.
ويجادل كريج لاركين في "الذاكرة والصراع في لبنان" بأن "القوة الأسطورية لهذا الفعل" مكّنت من سرد روايته التي ساعدت على استيعاب ذكريات العنف داخل لبنان في الحرب الأهلية لصالح "سرد أكثر إلحاحًا للعدوان الإسرائيلي" والعنف ".

## طالع أيضًا
- حرب لبنان 1982
- الصراع الإسرائيلي اللبناني
- جبهة المقاومة الوطنية اللبنانية